# Caspian Energy (журнал)
Международный аналитический журнал Caspian Energy — международная компания. Штаб-квартира компании расположена в Баку.

## История
Компания основана в 1999 году. Основана при поддержке крупных нефтегазовых компаний осуществляющих свою деятельность в странах каспийско-черноморского и балтийского региона. Распространяется в 50 странах мира. Издаётся на английском и русском языках 10 раз в год. В каждом номере публикуются интервью президентов, премьер-министров и министров стран СНГ и ЕС, а также глав транснациональных и национальных нефтегазовых и энергетических компаний. 24 декабря 2011 года вышел в свет первый и единственный выпуск журнала Caspian Energy на азербайджанском языке.

## Приложения и тематические издания
Caspian Energy International Media Group издаёт несколько журналов и управляет несколькими проектами. Среди них журналы Caspian Energy, Caspian CEO Journal, Alternative Energy, интернет-канал Caspian Energy TV, портал Caspian Energy NEWS и фотоагентство Caspian Energy Photo, и другие.

## Собственники
Официальными владельцами компании являются: Caspian Energy International Media Group, Caspian Energy Investment Group, Alternative Energy International Media Group и Caspian European Club.

## Руководство
Председатель совета директоров компании & CEO — Тельман Алиев, Президент и главный редактор — Наталья Алиева, Генеральный директор & CFO — Расим Махмудов, Заместитель главного исполнительного директора Эльдар Максумов.

## Деятельность
Издание нефтяного журнала Caspian Energy, организация бизнес-форумов и других меропритяий (Caspian Energy Forum, Caspian Energy Award), трансляция Caspian Energy TV и другое.

## Показатели деятельности
В связи с 10- и 20-летним юбилеями редакцию журнал Caspian Energy поздравили президенты и премьер-министры стран СНГ и Европы. Распространяется в 50 странах мира. Бренд Caspian Energy зарегистрирован WIPO в 70 странах мира.
Стоимость бренда оценивается в 50 млн долларов США.